# Radiodonta
Radiodonta es un orden extinto de artrópodos troncales que tuvieron éxito en todo el mundo durante el período Cámbrico. Para denominarlos, en español se prefiere la grafía radiodontos,[cita requerida] mientras que en inglés, el idioma en la literatura científica en el que más se habla de este grupo, son denominados "radiodonts" (radiodontos), "radiodontans" (radiodontanos), "radiodontids" (radiodóntidos), "anomalocarids" (anomalocáridos), o "anomalocaridids" (anomalocarídidos), aunque estos dos últimos se refieren originalmente a la familia Anomalocarididae, que antes incluía a todas las especies de este orden, pero que ahora se limita a unas pocas especies. Los radiodontos se distinguen por sus distintivos apéndices frontales, que son morfológicamente diversos y que eran empleados para una variedad de funciones. Entre los radiodontos se encuentran los primeros grandes depredadores conocidos, pero también incluyen tamizadores de sedimentos y filtradores. Algunas de las especies más conocidas de radiodontos son Anomalocaris canadensis, Hurdia victoria, Peytoia nathorsti y Amplectobelua symbrachiata del Cámbrico, Aegirocassis benmoulai del Ordovícico y Schinderhannes bartelsi del Devónico.

## Etimología
La palabra Radiodonta (del latín radius "rayo de luz", pero dando a entender "rueda", por las varas de una rueda comparadas a los rayos del sol, y del griego ὀδούς, odoús "diente") se refiere a la disposición radial de las placas dentales (cono oral) que rodean la boca, aunque se sugiere que estas características están ausentes en algunas especies de radiodontos.

## Definición
El diagnóstico original del orden Radiodonta en 1996 es el siguiente:

Los radiodóntidos son artrópodos alargados y con simetría bilateral, con una cutícula no mineralizada que suele ser más robusta en las mandíbulas y las garras. El cuerpo se subdivide en dos tagmas, de forma muy parecida al prosoma y opistosoma de los artrópodos quelicerados. Normalmente, la parte delantera no muestra ninguna segmentación externa, lleva un par de garras preorales, un par de ojos prominentes y mandíbulas ventrales con dientes radiales. Algunas formas tienen hileras adicionales de dientes y tres o cuatro pares de extremidades postorales gnatobásicas. El tronco es metamérico, normalmente con unos 13 segmentos que desarrollan lateralmente lóbulos imbricados para la natación y branquias para la respiración, y puede terminar en una prominente cola de tres partes. Algunas formas tienen extremidades troncales gnatobásicas.

En 2014, el clado Radiodonta se definió filogenéticamente como un clado que incluye cualquier taxón más cercano a Anomalocaris canadensis que a Paralithodes camtschaticus. En 2019, se redefinió morfológicamente como un animal que tiene un complejo de caparazón con elementos centrales (H) y laterales (P); excrecencias (enditos) de los apéndices frontales con espinas auxiliares; aletas anteriores reducidas o bandas de laminillas (hojas setales) y un fuerte estrechamiento del cuerpo desde el cuello a la cola.

## Descripción

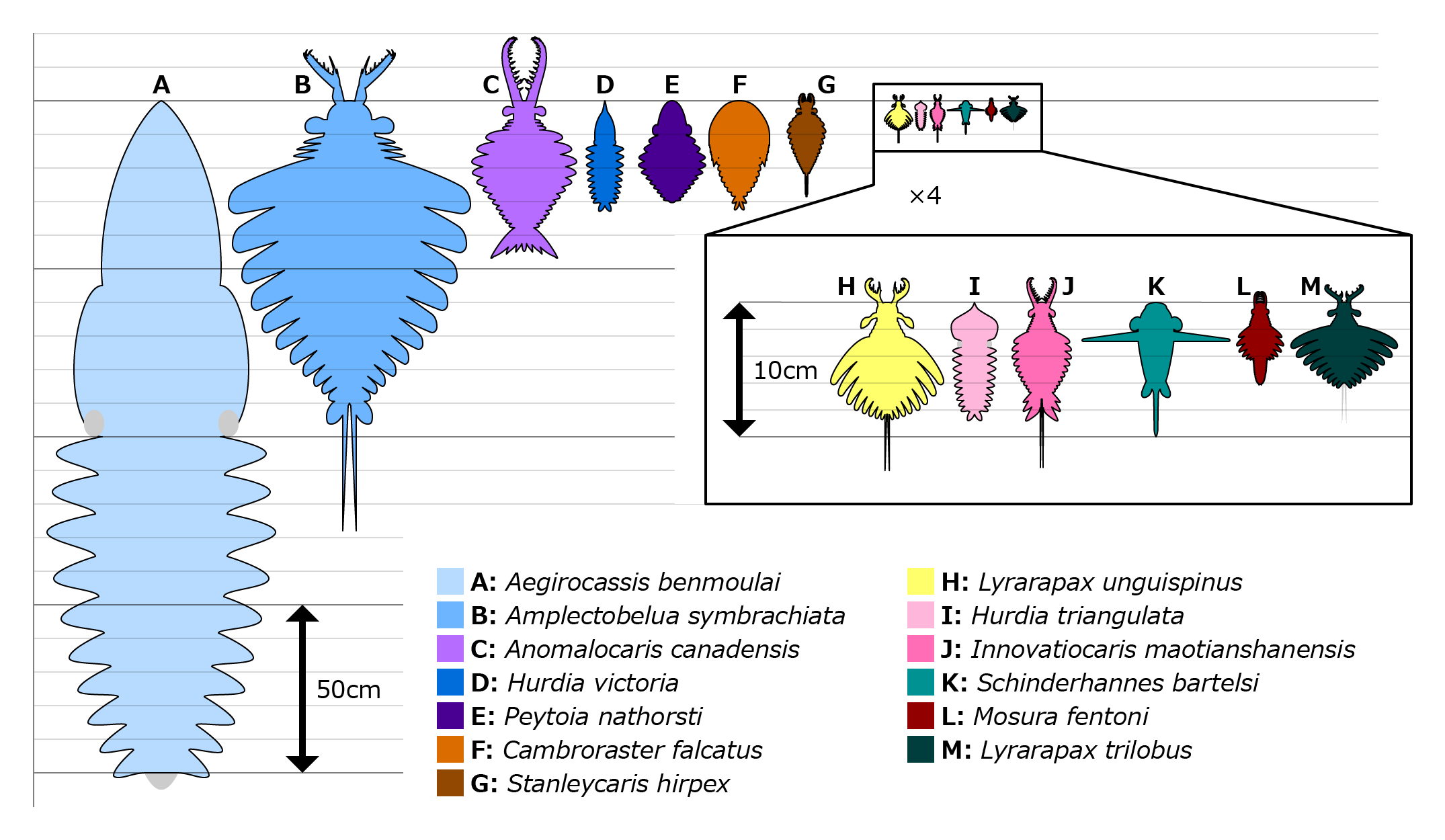
Estimación del tamaño y comparación de las especies de radiodontos conocidas por especímenes casi completos

La mayoría de los radiodontos eran significativamente más grandes que cualquier otra fauna del Cámbrico, con longitudes corporales típicas que varían de 30 a 50 centímetros. El radiodonto más grande descrito es Aegirocassis benmoulai del Ordovícico, que puede haber crecido hasta dos metros de largo. Un espécimen casi completo de un Lyrarapax unguispinus juvenil medía sólo 18 milímetros, lo que lo convierte en uno de los especímenes de radiodontos más pequeños conocidos, aunque los adultos alcanzaban una longitud de 8 centímetros. Se conoce un apéndice frontal aislado de un húrdido con una longitud inferior a la mitad de la del Lyrarapax juvenil, pero no se sabe si este espécimen pertenece a un adulto. El mayor radiodonto del Cámbrico conocido fue Laminacaris, aunque sólo se conoce por los apéndices frontales, tenía una longitud corporal estimada de hasta 78,4 centímetros usando a Anomalocaris como referencia.
Anomalocaris y Amplectobelua también son grandes, alcanzando 37,8 centímetros y 48 centímetros (hubo una estimación de que Houcaris saron (antes Anomalocaris saron) alcanzaba los 56 centímetros, pero el espécimen utilizado para estimar la longitud del cuerpo ya no pertenece a esa especie); el húrdido del Cámbrico Titanokorys se acercó a él en tamaño, con una longitud corporal estimada de aproximadamente 50 centímetros.
El cuerpo de un radiodonto podría dividirse en dos regiones: cabeza y tronco. La cabeza se compone de un solo segmento corporal conocido como somito ocular, cubierto por escleritos (complejo del caparazón de la cabeza), con apéndices frontales artropodizados, piezas bucales ventrales (cono oral) y ojos compuestos pedunculados. El tronco cónico se compone de múltiples segmentos corporales, cada uno de ellos asociado a pares de aletas y estructuras similares a las branquias (láminas setales).

### Apéndices frontales
Las estructuras anteriores de la cabeza son un par de apéndices frontales que han sido denominados "garras", "apéndices de agarre", "apéndices de alimentación" o "grandes apéndices" en estudios anteriores (se desaconseja el último término, ya que la homología entre los apéndices frontales y los "grandes apéndices" nombrados originalmente, los de la clase Megacheira, es cuestionable). Están esclerotizados (endurecidos) y son segmentados, con enditos ventrales (espinas) en la mayoría de sus podómeros (unidades segmentarias), y los enditos pueden llevar filas adicionales de espinas auxiliares en sus márgenes anterior y posterior. El apéndice frontal consta de dos regiones: el eje ("pedúnculo", "base" o "región promixal" en algunos estudios) y la región articulada distal (también denominada "garra"). En la parte ventral, entre los podómeros, puede haber una región triangular cubierta por una cutícula blanda (membrana artrodial) que proporciona flexibilidad. Su origen preocular y protocerebral sugiere que son homólogas a las antenas primarias de Onychophora y al labro de Euarthropoda (todas surgieron del somito ocular), y no son homólogas a los quelíceros de Chelicerata ni a las antenas o "grandes apéndices" de otros artrópodos, que son deutocerebrales (surgieron del somito postocular 1). La morfología de los apéndices frontales, especialmente la de las espinas, difiere siempre entre las especies, por lo que es uno de los medios más importantes para la identificación de las especies; de hecho, muchos radiodontos sólo se conocen por un puñado de apéndices frontales fosilizados.

### Cono oral

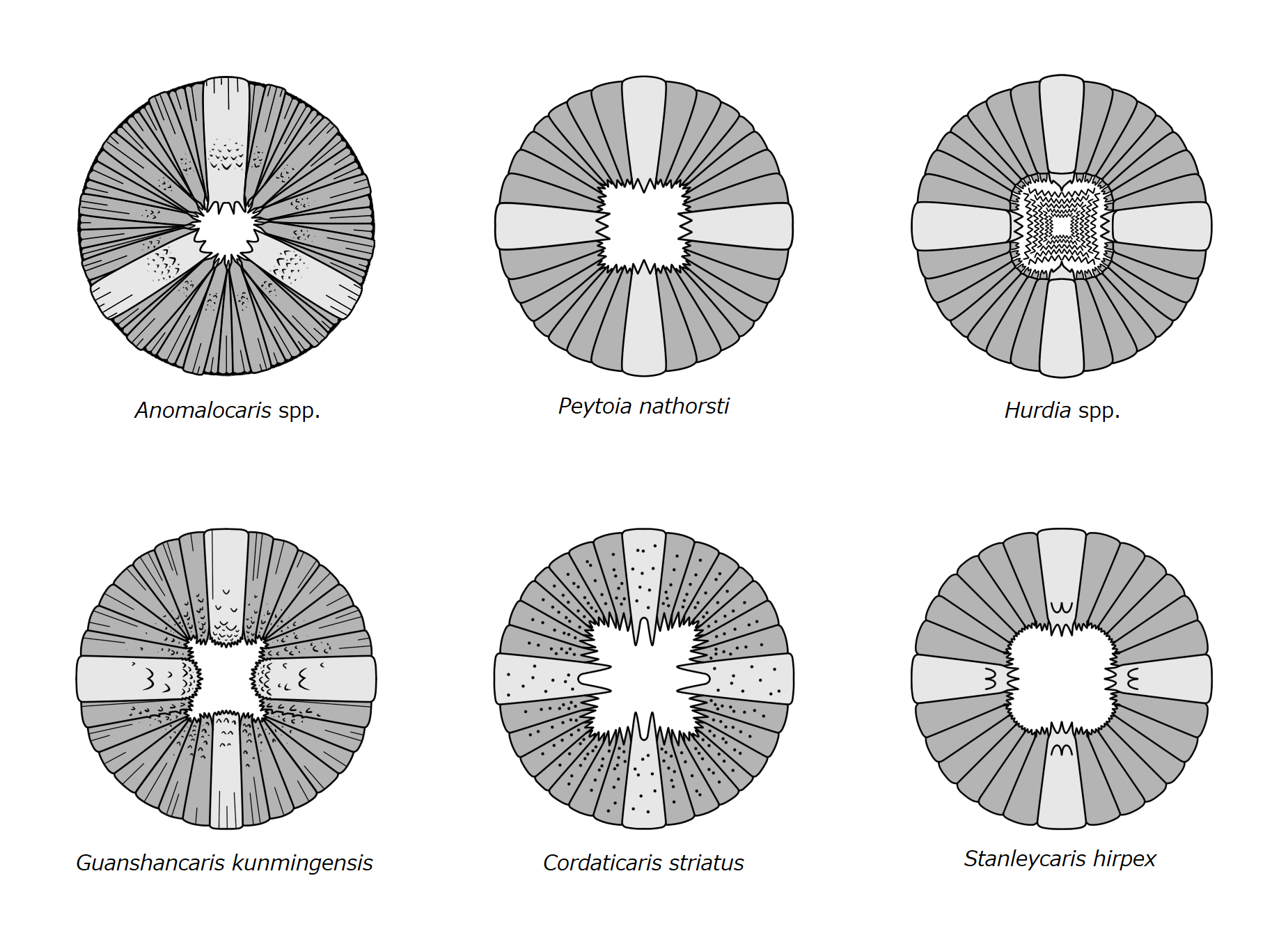
Conos orales de varios radiodontos

La boca está en la zona ventral de la cabeza, detrás del punto de unión de los apéndices frontales y está rodeada por un anillo de placas dentales, formando el aparato bucal conocido como cono oral ("mandíbulas" en estudios previos). Tres o cuatro placas dentales pueden estar agrandadas, lo que le da al cono oral una apariencia triradial (p. ej., Anomalocaris) o tetraradial (p. ej., Hurdia, Lyrarapax). El margen interno de las placas dentales tiene puntas que miran hacia la abertura de la boca. En algunos géneros de húrdidos pueden aparecer filas adicionales de placas dentales internas. La reconstrucción detallada de algunos conos orales de amplectobelúidos es especulativa, pero posiblemente no presenten una disposición radial típica.

### Escleritos cefálicos, ojos y tronco

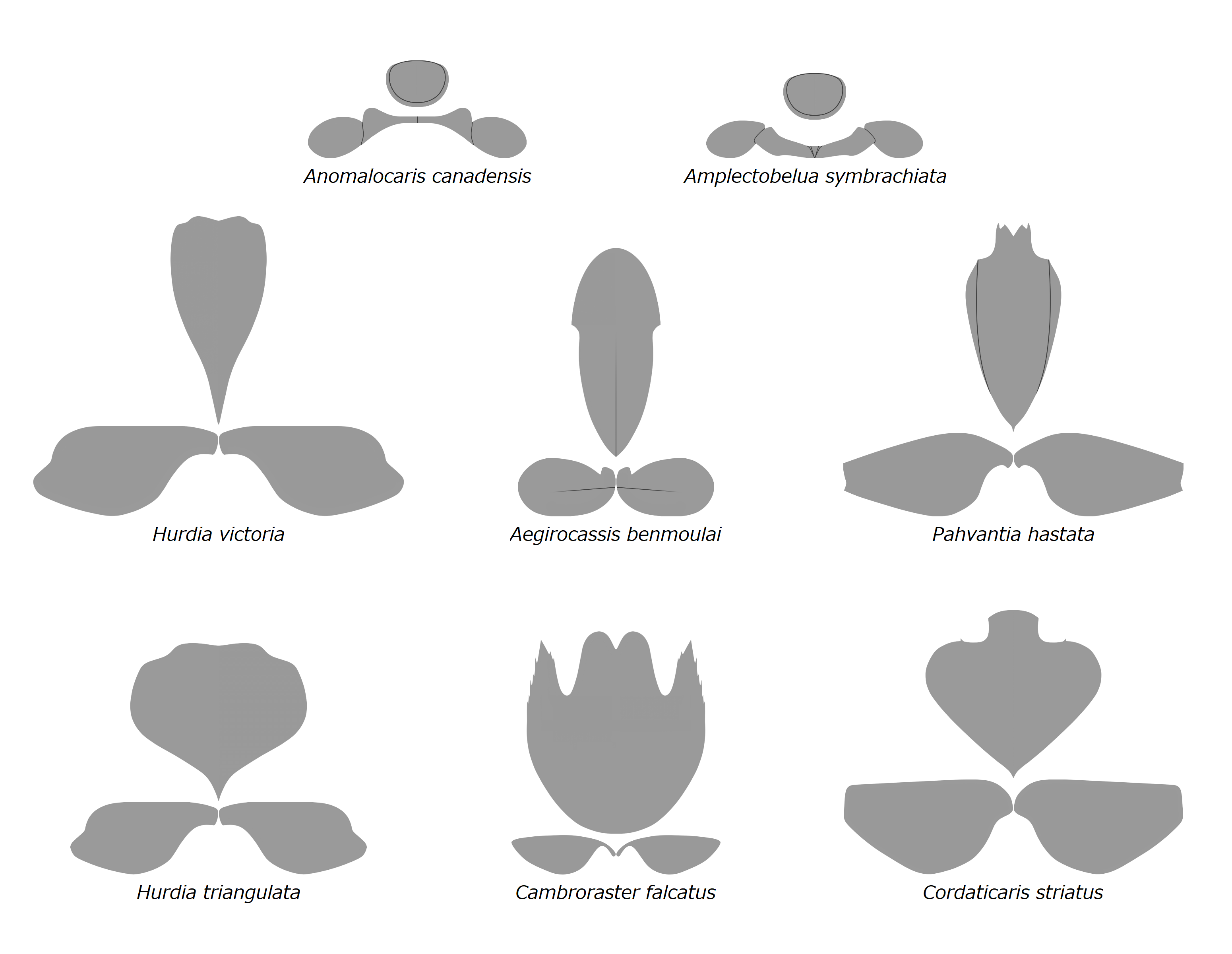
Complejos de escleritos cefálicos de varios radiodontos

Un complejo (es decir, un grupo) de tres escleritos cefálicos (el caparazón) formado por un "elemento H" central (llamado esclerito anterior o escudo cefálico) y un par de "elementos P" (llamados escleritos laterales) cubren la superficie dorsal y lateroventral de la cabeza del animal. Los elementos P pueden conectarse entre sí, así como con el elemento H mediante una estrecha extensión anterior (cuello del elemento P o "pico"). Los escleritos cefálicos son pequeños y ovoides en los anomalocarídidos y amplectobelúidos, pero a menudo agrandados en los húrdidos, en correspondencia con sus distintas formas corporales (ágiles y optimizados en Anomalocarididae y Amplectobeluidae, pero a menudo compactas en Hurdiidae). La cabeza tenía dos ojos compuestos pedunculados (que pudieron haber tenido movilidad) situados entre los huecos formados por las regiones posteriores de los elementos H y P.
Contrariamente al diagnóstico original, la división de los segmentos corporales (bordes segmentarios) puede ser visible externamente y no se conoce ningún miembro de Radiodonta (excepto el putativo Cucumericrus) que tenga apéndices pediformes (patas) en el tronco. El tronco tiene numerosos segmentos corporales (somitas), que se van haciendo más estrechos desde el cuello a la cola, con los 3 o 4 segmentos anteriores significativamente constreñidos en una región de cuello.

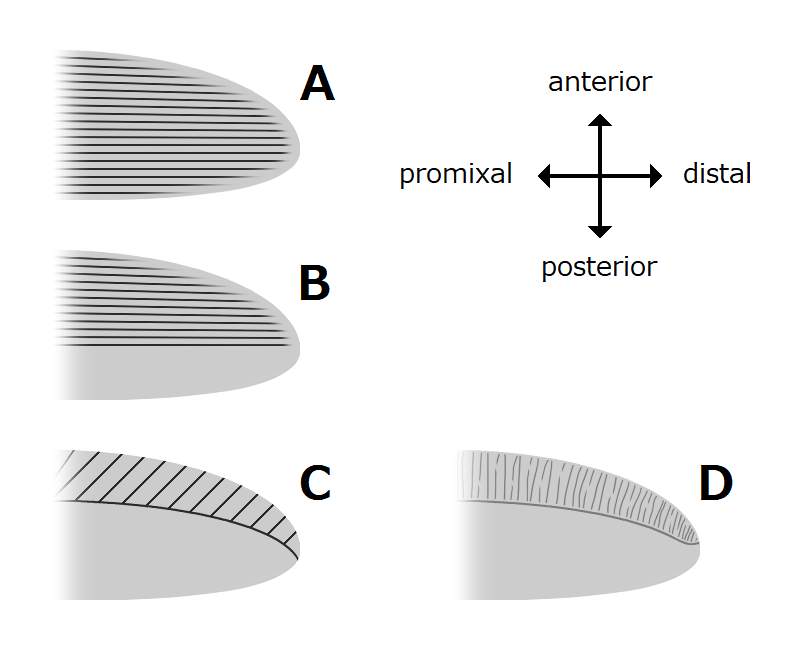
Variaciones de las lengüetas o lóbulos laterales de los radiodontos

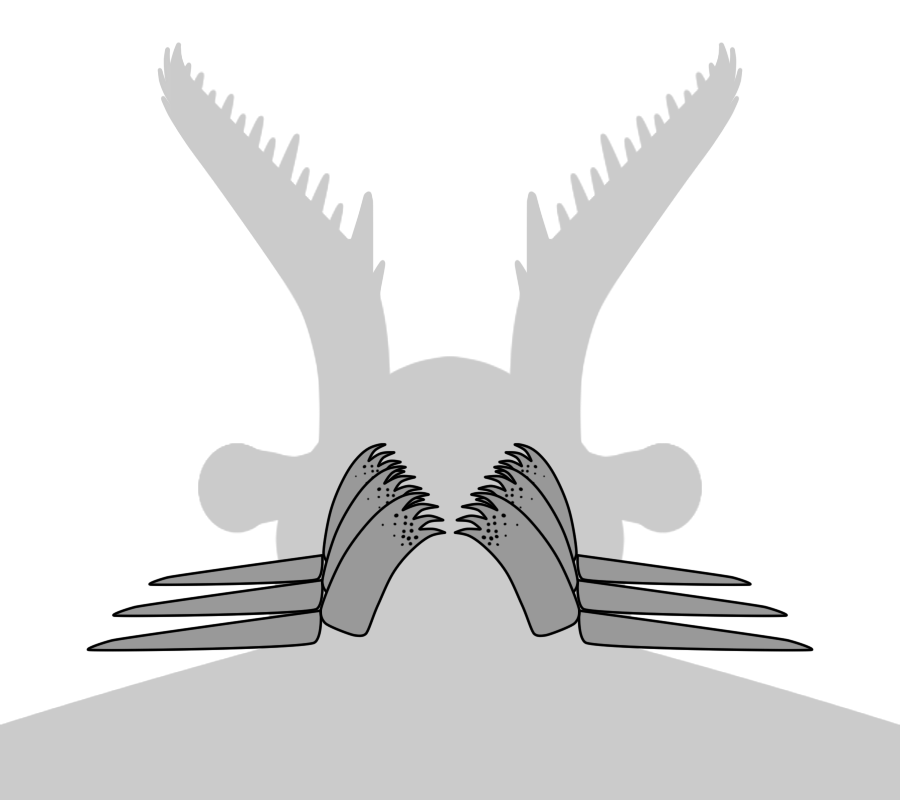
Vista ventral de las estructuras similares a gnatobases (GLS, por sus siglas en inglés "gnathobase-like structures") de Amplectobelua

Los apéndices del tronco eran "lengüetas" corporales similares a las aletas (llamadas (en inglés) "lateral flaps" "lengüetas laterales" o "lobs" "lóbulos" en algunos estudios), normalmente un par de lóbulos ventrales por segmento corporal, cada uno de ellos ligeramente superpuesto al más anterior, pero en algunas especies de húrdidos pueden aparecer conjuntos adicionales, no superpuestos, de pequeños lóbulos dorsales. Estas aletas pudieron tener numerosas estructuras similares a las venas (denominadas (en inglés) "strengthening rays" "rayas de refuerzo", "flap rays" "rayas de aleta", "tranverse rods" "varillas transversales", "transverse lines" "líneas transversales" o "veins" "venas"). Las aletas de la región del cuello (denominadas "reduced flaps" "aletas reducidas", "neck flaps" "aletas del cuello", "head flaps" "aletas de la cabeza", "anterior flaps" "aletas anteriores" o "differentiated flaps" "aletas diferenciadas") y están significativamente reducidas. En algunas especies, de cada una de las bases de los lóbulos del cuello surgen apéndices de alimentación similares a mandíbulas, denominados estructuras similares a gnatobases (GLS). Numerosas extensiones alargadas similares a cuchillas (denominadas "lanceolate blades" cuchillas lanceoladas o "lamellae" laminillas) dispuestas en fila, formando bandas de estructuras similares a branquias conocidas como cuchillas setales, cubren la superficie dorsal de cada segmento corporal. Al menos en Aegirocassis, cada una de las cuchillas lanceoladas está cubierta de arrugas.
Las aletas ventrales pueden ser homólogas al endopodito de las extremidades birrámeas de los euartrópodos y a las extremidades lobópodas de los lobópodos con branquias, y las aletas dorsales y las láminas setales pueden ser homólogas a las aletas dorsales exíticas y con branquias de los anteriores taxones. El tronco puede terminar con un abanico de cola compuesto de 1 a 3 pares de láminas, un par de cercos largos, una estructura terminal alargada, o una punta roma sin rasgos.

### Estructuras internas
Se han descrito restos de músculos, sistema digestivo y sistema nervioso en algunos fósiles de radiodontos. Pares de músculos bien desarrollados estaban conectados a los lóbulos ventrales situadas en las cavidades laterales de cada segmento corporal. Entre los músculos laterales se encuentra un sofisticado sistema digestivo, formado por un ensanchamiento del intestino anterior y posterior, ambos conectados por un estrecho intestino medio asociado a 6 pares de glándulas digestivas. En comparación con los cerebros de tres segmentos de los euartrópodos y los cerebros de dos segmentos de los onicóforos, el cerebro de los radiodontos estaba compuesto por un solo segmento cerebral que se origina en el somito ocular, el protocerebro. Los nervios de los apéndices frontales y de los ojos compuestos surgían de las regiones anterior y lateral del cerebro. Tras el cerebro había un par de cordones nerviosos ventrales aparentemente sin fusionar que recorrían la región del cuello del animal.

## Paleoecología

### Fisiología

Posible movimiento de los lóbulos laterales

Los radiodontos fueron interpretados como animales nectónicos o nectobentónicos, y su morfología sugiere un estilo de vida activo en la natación. Las aletas ventrales musculosas y superpuestas pudieron haber impulsado al animal a través del agua, posiblemente moviéndose en una formación ondulante parecida a la de las rayas y sepias de la actualidad. Los pares de lóbulos dorsales, que forman un abanico de cola en algunas especies, pueden haber ayudado a dirigir y/o estabilizar al animal durante la locomoción. En Anomalocaris, la morfología del abanico de la cola sugiere incluso que podía cambiar rápidamente su dirección de natación de forma eficiente. Por otro lado, algunos húrdidos tienen características significativamente especializadas para un estilo de vida nectobéntico, como Cambroraster con su elemento H en forma de cúpula similar al caparazón de un cangrejo herradura. Las bandas de lóbulos laterales con hojas lanceoladas arrugadas pudieron haber aumentado la superficie, lo que sugiere que eran branquias, proporcionando la función respiratoria en el animal. La abundancia de restos de estructuras esclerotizadas, como apéndices frontales desarticulados y complejos de escleritos cefálicos, sugieren que los eventos de muda masiva pueden haber ocurrido entre los radiodontos, un comportamiento que también ha sido reportado en algunos otros artrópodos del Cámbrico como los trilobites.

### Alimentación
Los radiodontos tenían diversas estrategias de alimentación, que podrían clasificarse como depredadores raptoriales, tamizadores de sedimentos o filtradores en suspensión. Por ejemplo, los depredadores raptoriales como Anomalocaris y los amplectobelúidos podrían haber sido capaces de atrapar presas ágiles utilizando sus apéndices frontales raptoriales, estos últimos (los de Amplectobeluidae) incluso tenían un robusto endito para sujetar a la presa como una pinza. Con el complejo cefálico del caparazón de la cabeza más pequeño y la gran superficie de las membranas artrodiales, los apéndices frontales de estos taxones tenían mayor flexibilidad. Los robustos apéndices frontales de los tamizadores de sedimentos como Hurdia y Peytoia tienen enditos dentados con curvatura mesial, que podrían formar una trampa en forma de cesta para rastrillar el sedimento y pasar los alimentos hacia el cono oral bien desarrollado. Los enditos de los apéndices frontales de las especies que se alimentaban por filtración, como Tamisiocaris y Aegirocassis, tienen espinas auxiliares flexibles y densas, que podrían filtrar componentes orgánicos como mesozooplancton y fitoplancton de hasta 0,5 mm. Los apéndices frontales de Caryosyntrips, que son inusuales para los radiodontos al tener la dirección de las superficies que soportan los enditos opuestas entre sí, pudieron haber sido capaces de agarrar y quebrar a las presas con un movimiento de corte o agarre similar al de una tijera.
Los conos orales de los radiodontos pudieron haber sido utilizados para succionar y/o morder. Junto con la gran variedad de apéndices frontales en las diferentes especies de radiodontos, la diferenciación de los conos orales entre especies sugiere también preferencias de dietas diferentes. Por ejemplo, el cono oral trirradial de Anomalocaris, con placas dentales irregulares y tuberculadas y una pequeña abertura, pudo estar adaptado a presas pequeñas y nectónicas; mientras que los rígidos conos orales tetrarradiales de Peytoia, Hurdia y un cono oral aislado atribuido a Cambroraster, con una abertura más grande y a veces con placas dentales adicionales, pudieron haber sido capaces de consumir alimentos más grandes en relación con su tamaño corporal y probablemente presas bentónicas o endobentónicas.

## Clasificación

### Afinidades taxonómicas
La mayoría de los análisis filogenéticos sugieren que los radiodontos, junto con los opabínidos (Opabinia y Utaurora), son artrópodos de grupo de tallo justo en la base de los deuterópodos, un clado que incluye a los artrópodos de tallo superior (por ejemplo, los fuxianhúidos y los artrópodos bivalvados) y a los euartrópodos de corona (por ejemplo, Artiopoda, Chelicerata y Mandibulata). Esta interpretación se ve apoyada por numerosos artrópodos de base encontrados en radiodontos y opabínidos, como ojos compuestos pedunculados, glándulas digestivas, apéndices troncales formados por elementos dorsales y ventrales (precursores de los apéndices birrámeos de los artrópodos). En comparación con los opabínidos, que poseen una abertura bucal posterior y apéndices frontales fusionados (comparables al complejo labro/hipostoma de los euartrópodos), los radiodontos, en cambio, presentaban un esclerito dorsal similar al de los euartrópodos (elemento H) y artropodización (apéndices frontales) en sus regiones cefálicas, junto con terminaciones intestinales cuticularizadas. Tanto los radiodontos como los opabínidos, que carecen de exoesqueleto en la región del tronco, sugieren que el origen de los ojos compuestos y la artropodización (aparición de apéndices segmentados) preceden a la artrodización (mineralización completa del exoesqueleto del tronco) en el linaje de los artrópodos. La región del cuello constreñida con estructuras apendiculares de alimentación de algunos radiodontos también puede arrojar luz sobre el origen de la sofisticada cabeza de los artrópodos, que se formó por la fusión de múltiples segmentos corporales anteriores. Los deuterópodos basales que aparentemente poseen una mezcla de caracteres de radiodontos y opabínidos, como Kylinxia y Erratus, podrían representar formas intermedias entre los radiodontos, los opabínidos y otros euartrópodos.
A continuación se muestra la filogenia resumida de Radiodonta y otros taxones de ecdisozoos:
| † | Pambdelurion |
|   | Pambdelurion |
| † | Kerygmachela |
|   | Kerygmachela |
|   | \| † \| Opabiniidae \| \| \| Opabiniidae \| \| † \| Radiodonta \| \| \| Radiodonta \| \| \| Euarthropoda \| \| \| \| |
|   | |
| † | Opabiniidae |
|   | Opabiniidae |
| † | Radiodonta |
|   | Radiodonta |
|   | Euarthropoda |
|   | |

| † | Opabiniidae  |
|   | Opabiniidae  |
| † | Radiodonta   |
|   | Radiodonta   |
|   | Euarthropoda |
|   |              |

| † | Pambdelurion |
|   | Pambdelurion |
| † | Kerygmachela |
|   | Kerygmachela |
|   | \| † \| Opabiniidae \| \| \| Opabiniidae \| \| † \| Radiodonta \| \| \| Radiodonta \| \| \| Euarthropoda \| \| \| \| |
|   | |
| † | Opabiniidae |
|   | Opabiniidae |
| † | Radiodonta |
|   | Radiodonta |
|   | Euarthropoda |
|   | |

| † | Opabiniidae  |
|   | Opabiniidae  |
| † | Radiodonta   |
|   | Radiodonta   |
|   | Euarthropoda |
|   |              |

| † | Pambdelurion |
|   | Pambdelurion |
| † | Kerygmachela |
|   | Kerygmachela |
|   | \| † \| Opabiniidae \| \| \| Opabiniidae \| \| † \| Radiodonta \| \| \| Radiodonta \| \| \| Euarthropoda \| \| \| \| |
|   | |
| † | Opabiniidae |
|   | Opabiniidae |
| † | Radiodonta |
|   | Radiodonta |
|   | Euarthropoda |
|   | |

| † | Opabiniidae  |
|   | Opabiniidae  |
| † | Radiodonta   |
|   | Radiodonta   |
|   | Euarthropoda |
|   |              |

| † | Pambdelurion |
|   | Pambdelurion |
| † | Kerygmachela |
|   | Kerygmachela |
|   | \| † \| Opabiniidae \| \| \| Opabiniidae \| \| † \| Radiodonta \| \| \| Radiodonta \| \| \| Euarthropoda \| \| \| \| |
|   | |
| † | Opabiniidae |
|   | Opabiniidae |
| † | Radiodonta |
|   | Radiodonta |
|   | Euarthropoda |
|   | |

| † | Opabiniidae  |
|   | Opabiniidae  |
| † | Radiodonta   |
|   | Radiodonta   |
|   | Euarthropoda |
|   |              |

| † | Pambdelurion |
|   | Pambdelurion |
| † | Kerygmachela |
|   | Kerygmachela |
|   | \| † \| Opabiniidae \| \| \| Opabiniidae \| \| † \| Radiodonta \| \| \| Radiodonta \| \| \| Euarthropoda \| \| \| \| |
|   | |
| † | Opabiniidae |
|   | Opabiniidae |
| † | Radiodonta |
|   | Radiodonta |
|   | Euarthropoda |
|   | |

| † | Opabiniidae  |
|   | Opabiniidae  |
| † | Radiodonta   |
|   | Radiodonta   |
|   | Euarthropoda |
|   |              |

| † | Pambdelurion |
|   | Pambdelurion |
| † | Kerygmachela |
|   | Kerygmachela |
|   | \| † \| Opabiniidae \| \| \| Opabiniidae \| \| † \| Radiodonta \| \| \| Radiodonta \| \| \| Euarthropoda \| \| \| \| |
|   | |
| † | Opabiniidae |
|   | Opabiniidae |
| † | Radiodonta |
|   | Radiodonta |
|   | Euarthropoda |
|   | |

| † | Opabiniidae  |
|   | Opabiniidae  |
| † | Radiodonta   |
|   | Radiodonta   |
|   | Euarthropoda |
|   |              |

| † | Pambdelurion |
|   | Pambdelurion |
| † | Kerygmachela |
|   | Kerygmachela |
|   | \| † \| Opabiniidae \| \| \| Opabiniidae \| \| † \| Radiodonta \| \| \| Radiodonta \| \| \| Euarthropoda \| \| \| \| |
|   | |
| † | Opabiniidae |
|   | Opabiniidae |
| † | Radiodonta |
|   | Radiodonta |
|   | Euarthropoda |
|   | |

| † | Opabiniidae  |
|   | Opabiniidae  |
| † | Radiodonta   |
|   | Radiodonta   |
|   | Euarthropoda |
|   |              |

| † | Pambdelurion |
|   | Pambdelurion |
| † | Kerygmachela |
|   | Kerygmachela |
|   | \| † \| Opabiniidae \| \| \| Opabiniidae \| \| † \| Radiodonta \| \| \| Radiodonta \| \| \| Euarthropoda \| \| \| \| |
|   | |
| † | Opabiniidae |
|   | Opabiniidae |
| † | Radiodonta |
|   | Radiodonta |
|   | Euarthropoda |
|   | |

| † | Opabiniidae  |
|   | Opabiniidae  |
| † | Radiodonta   |
|   | Radiodonta   |
|   | Euarthropoda |
|   |              |

Los taxones que se encuentran justo en la base de la rama de los radiodontos, opabínidos y euartrópodos son los "lobópodos con branquias", como Pambdelurion y Kerygmachela, que en ocasiones se han unido en la clase Dinocaridida con los opabíbidos y los radiodontos. Tienen lóbulos laterales, glándulas digestivas, ojos grandes (presumiblemente compuestos) y apéndices frontales especializados como los anteriores taxones, pero sus apéndices frontales no están artropodizados ni fusionados, los ojos son sésiles, las estructuras branquiales son menos prominentes, y llevan lobópodos (patas) debajo de cada una de sus aletas. Los taxones más cercanos a los "lobópodos con branquias" son los lobópodos sibéridos, como Megadictyon y Jianshanopodia, un grupo de lobópodos con apéndices frontales robustos y glándulas digestivas, pero sin lóbulos laterales. Estas formas intermedias entre los lobópodos y los radiodontos/euartrópodos sugieren que el grupo total Arthropoda surgió de un grado de lobópodos parafilético, junto a los otros dos filos panartrópodos existentes Tardigrada y Onychophora.
Estudios anteriores pueden sugerir que los radiodontos son un grupo distinto de los artrópodos de tallo, como un filo hasta ahora desconocido; los gusanos Cycloneuralia convergentes con los artrópodos (basándose en las piezas bucales radiales similares a las de los cicloneuralios); euartrópodos quelicerados de tallo junto a los megaqueiros también conocidos como "artrópodos de grandes apéndices" (basándose en la similitud entre los apéndices frontales de los radiodontos, los grandes apéndices y los quelíceros de los megaqueiros); o Schinderhannes bartelsi, del que se resolvió considerarlo como un radiodonto húrdido en análisis recientes, como una especie más estrechamente relacionada con los euartrópodos que con otros radiodontos (basándose en algunos rasgos putativos similares a los de los euartrópodos encontrados en Schinderhannes). Sin embargo, ninguna de las dos fue apoyada por investigaciones posteriores. Las piezas bucales radiales no son exclusivas de los cicloneuralios y es más probable que sean el resultado de una evolución convergente o una plesiomorfia de los ecdisozoos, ya que también se han encontrado en panartrópodos como los tardígrados y algunos lobópodos; los radiodontos carecen de rasgos definitivos de euartrópodos como los tergitos del tronco y los apéndices múltiples de la cabeza, y los grandes apéndices de los megaqueiros se consideraron deutocerebrales, que podrían ser no homólogos a los apéndices frontales protocerebrales de los radiodontos; los caracteres putativos de euartrópodos encontrados en el único fósil de Schinderhannes son cuestionables y podrían presentar otras estructuras similares a las de los radiodontos.

### Interrelaciones
Tradicionalmente, todas las especies de radiodontos se han colocado dentro de una familia, Anomalocarididae, de ahí el anterior nombre común de "anomalocarídido" y que todavía se utilizaba ocasionalmente para referirse a todo el orden incluso después de la reclasificación. Desde la reasignación realizada por Vinther et al. en 2014, la mayoría de las especies de radiodontos fueron reclasificadas dentro de tres nuevas familias: Amplectobeluidae, Tamisiocarididae (antes Cetiocaridae), y Hurdiidae. Incluyendo a Anomalocarididae, las recientes cuatro familias de radiodontos podrían formar el clado Anomalocarida.
La descripción original del orden Radiodonta incluía a Anomalocaris, Laggania (más tarde conocida como Peytoia), Hurdia, Proboscicaris, Amplectobelua, Cucumericrus y Parapeytoia. Sin embargo, Proboscicaris se considera ahora un sinónimo menor de Hurdia, y Parapeytoia se considera un megaqueiro. Debido a lo limitado del descubrimiento, la posición de Cucumericrus dentro de Radiodonta no está clara, ya que o bien no fue seleccionado por el análisis filogenético o se resolvió en una politomía con Radiodonta y Euarthropoda.
|  |  |

El primer análisis filogenético en profundidad de Radiodonta fue realizado por Vinther et al. en 2014, seguido por un grupo de estudios posteriores con resultados más o menos modificados. En la mayoría de los análisis, Caryosyntrips es el género más basal, pero se resuelve en una politomía con otros radiodontos y Euarthropoda (junto a Cucumericrus si se incluye). Con la exclusión de Caryosyntrips y Cucumericrus, la monofilia de Radiodonta está ampliamente apoyada, con unos pocos resultados que sugieren una posible parafilia (ya sea el clado Anomalocarididae+Amplectobeluidae o Hurdiidae hermano de Euarthropoda). El género Anomalocaris en un sentido más amplio siempre se ha encontrado polifilético, generalmente con "Anomalocaris" kunmingensis y "Anomalocaris" briggsi resueltos como miembros de Amplectobeluidae y Tamisiocarididae respectivamente. La interrelación de Amplectobeluidae es incierta, ya que las afinidades amplectoblúidas de Lyrarapax y Ramskoeldia fueron cuestionadas ocasionalmente. La monofilia de la especiosa familia Hurdiidae fue recuperada por la mayoría de los análisis y bien apoyada por varias sinapomorfías (p. ej. la región distal articulada del apéndice frontal con 5 podómeros proximales con enditos subiguales), y a menudo se sugiere que Tamisiocarididae es su grupo hermano.

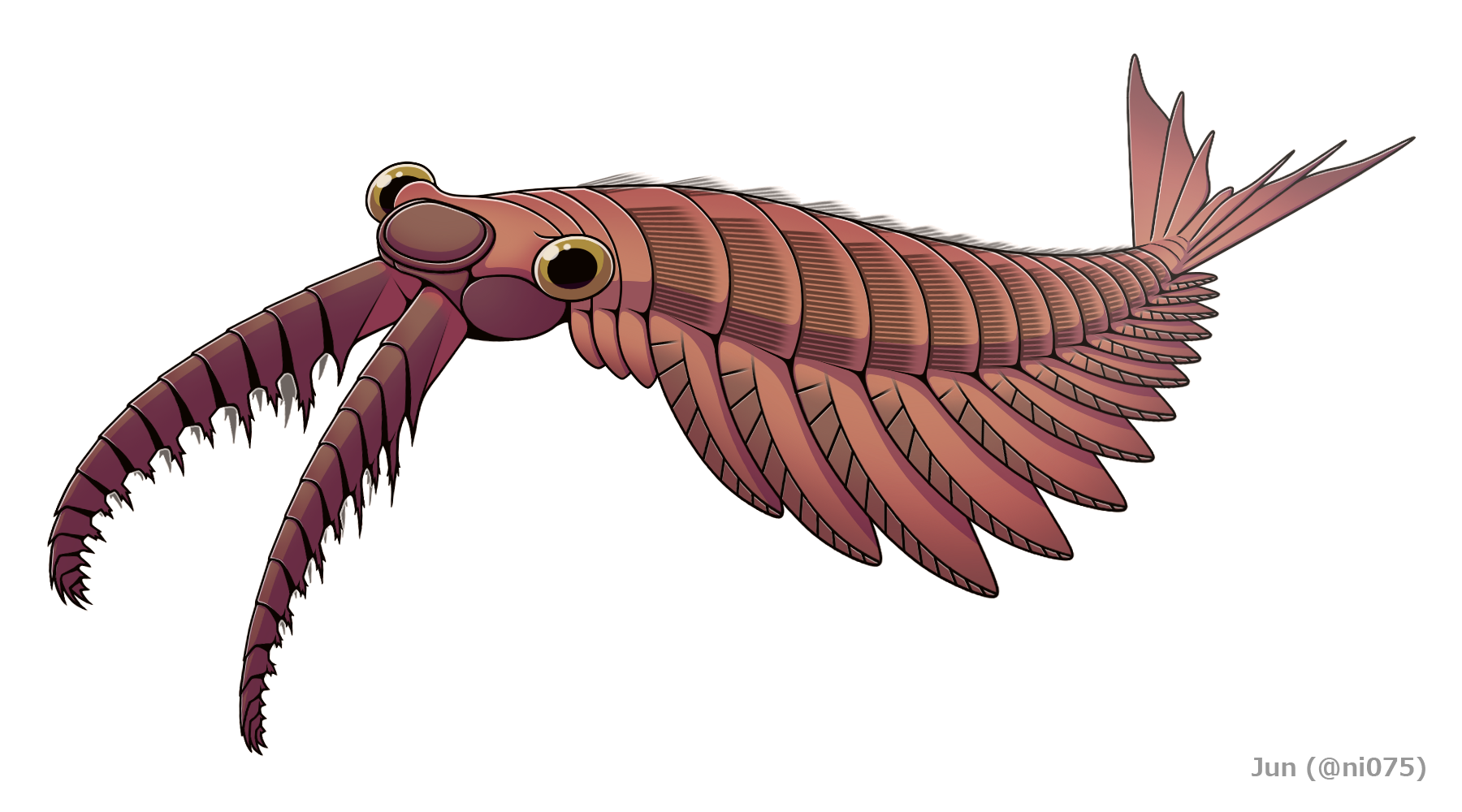
Reconstrucción de Anomalocaris canadensis (Anomalocarididae)

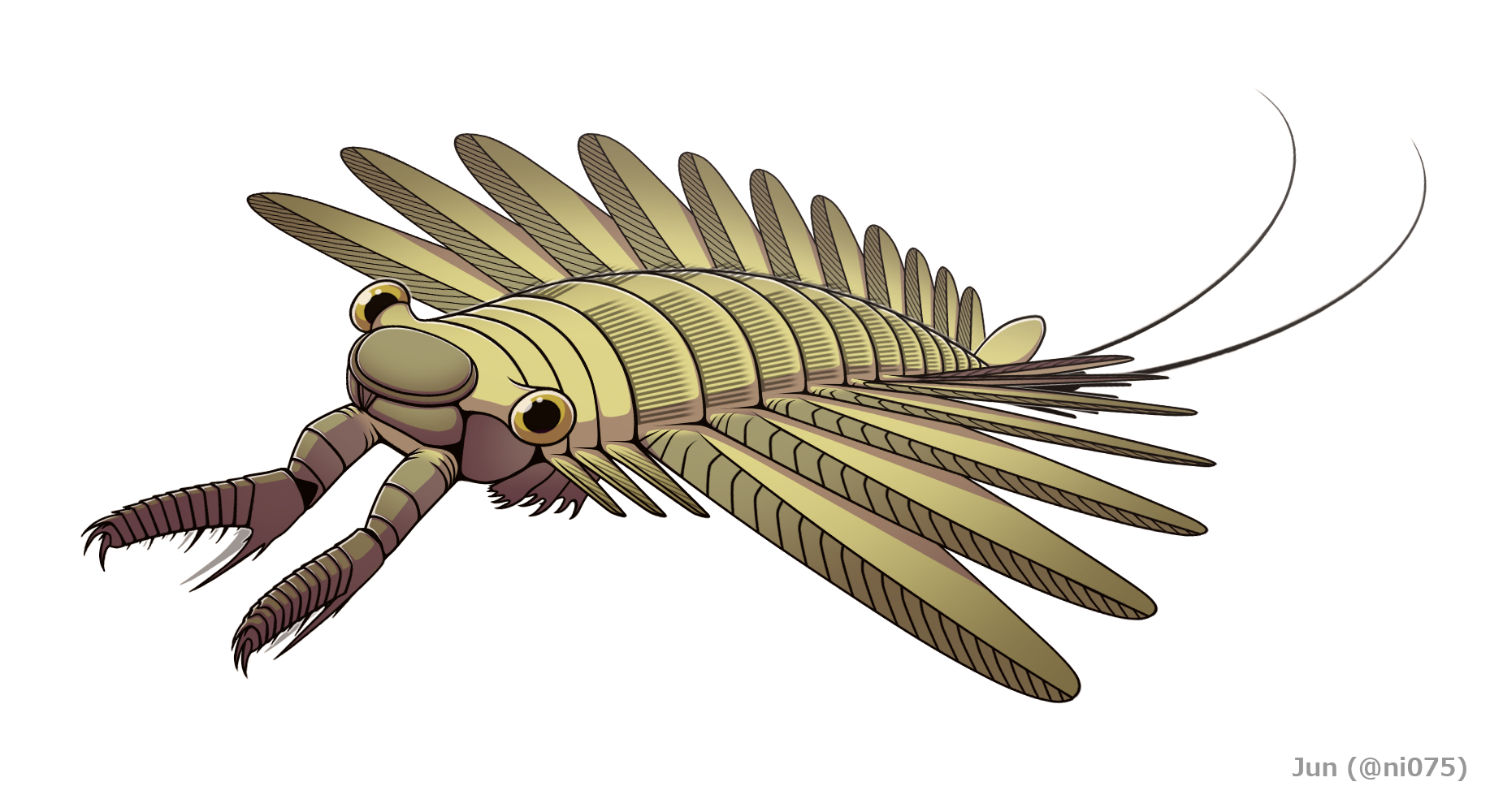
Reconstrucción de Amplectobelua symbrachiata (Amplectobeluidae)

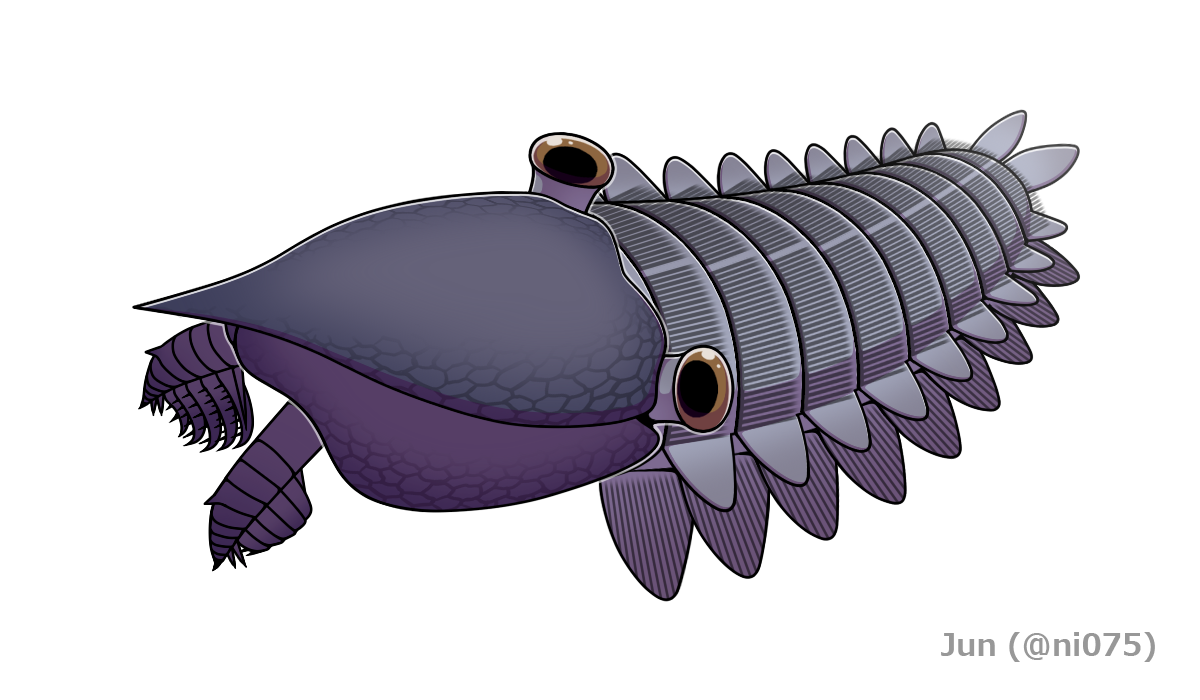
Reconstrucción de Hurdia victoria (Hurdiidae)

- Radiodonta
  - ¿Cucumericrus?[24] (radiodonto putativo.)[62]
  - Caryosyntrips[21]
  - Anomalocarida
    - Paranomalocaris[63] (colocado dentro de Anomalocarididae por algunos estudios.)[12][64]
    - Laminacaris[65] (colocado dentro de Amplectobeluidae por algunos estudios.)[2]
    - Houcaris (o bien se coloca dentro de Anomalocarididae,[10][12][40] Amplectobeluidae[7][2] o Tamisiocarididae.[14][17])
    - Anomalocarididae
      - Anomalocaris (en un sentido más amplio, algunas especies pueden situarse dentro de las otras familias.)[10][7]
      - Lenisicaris[20]

    - Amplectobeluidae
      - Lyrarapax[9] (posición cuestionada por algunos estudios.)[1]
      - Amplectobelua[24]
      - Ramskoeldia[1] (posición cuestionada por algunos estudios.)[3]
      - "Anomalocaris" kunmingensis (especie que no pertenece a Anomalocaris esperando a ser renombrada.[64] Etiquetada como Amplectobelua kunmingensis por Vinther et al. en 2014.[7])

    - Tamisiocarididae
      - Tamisiocaris
      - "Anomalocaris" briggsi (especie que no pertenece a Anomalocaris esperando a ser renombrada.)[14]

    - Hurdiidae
      - Peytoia
      - Schinderhannes
      - Hurdia
      - Aegirocassis[10]
      - Stanleycaris[66]
      - Pahvantia[2]
      - Ursulinacaris[19]
      - Cambroraster[3]
      - ¿Zhenghecaris? (radiodonto putativo)[62]
      - Cordaticaris[67]
      - Buccaspinea[68]
      - Titanokorys[37]

| Especie                                                      | Descrita originalmente por                                      | Año nombrada | Familia            | Era                 | Hallada en            | Apéndice frontal | Complejo de escleritos cefálicos |
| ------------------------------------------------------------ | --------------------------------------------------------------- | ------------ | ------------------ | ------------------- | --------------------- | ---------------- | -------------------------------- |
| Cucumericrus decoratus                                       | Hou, Bergström, y Ahlberg                                       | 1995         | (sin asignar)      | Piso 3 (Cámbrico)   | China                 | Desconocido      | Desconocido                      |
| Caryosyntrips serratus                                       | Daley y Budd                                                    | 2010         | (sin asignar)      | Wuliuense–Drumiense | Canadá Estados Unidos |                  | Desconocido                      |
| Caryosyntrips camurus                                        | Pates y Daley                                                   | 2017         | (sin asignar)      | Wuliuense           | Canadá Estados Unidos |                  | Incompleto                       |
| Caryosyntrips durus                                          | Pates y Daley                                                   | 2017         | (sin asignar)      | Drumiense           | Estados Unidos        |                  | Desconocido                      |
| Paranomalocaris multisegmentalis                             | Wang, Huang, y Hu                                               | 2013         | ¿Anomalocarididae? | Piso 4 (Cámbrico)   | China                 |                  | Desconocido                      |
| Paranomalocaris simplex                                      | Jiao, Pates, Lerosey-Aubril, Ortega-Hernández, Yang, Lan, Zhang | 2021         | ¿Anomalocarididae? | Piso 4 (Cámbrico)   | China                 |                  | Desconocido                      |
| Laminacaris chimera                                          | Guo, Pates, Cong, Daley, Edgecombe, Chen, y Hou                 | 2018         | (controvertido)    | Piso 3 (Cámbrico)   | China                 |                  | Desconocido                      |
| Anomalocaris canadensis                                      | Whiteaves                                                       | 1892         | Anomalocarididae   | Wuliuense           | Estados Unidos        |                  |                                  |
| Lenisicaris pennsylvanica (antes Anomalocaris pennsylvanica) | Resser                                                          | 1929         | Anomalocarididae   | Piso 3 (Cámbrico)   | Estados Unidos        |                  | Desconocido                      |
| Lenisicaris lupata                                           | Wu, Ma, Lin, Sun, Zhang, y Fu                                   | 2021         | Anomalocarididae   | Piso 3 (Cámbrico)   | China                 |                  | Desconocido                      |
| "Anomalocaris" kunmingensis                                  | Wang, Huang, y Hu                                               | 2013         | Amplectobeluidae   | Piso 4 (Cámbrico)   | China                 |                  | Desconocido                      |
| Houcaris magnabasis (antes Anomalocaris magnabasis)          | Pates, Daley, Edgecombe, Cong y Lieberman                       | 2019         | (controvertido)    | Piso 4 (Cámbrico)   | Estados Unidos        |                  | Desconocido                      |
| Houcaris saron (antes Anomalocaris saron)                    | Hou, Bergström, y Ahlberg                                       | 1995         | (controvertido)    | Piso 3 (Cámbrico)   | China                 |                  | Desconocido                      |
| "Anomalocaris" briggsi                                       | Nedin                                                           | 1995         | Tamisiocarididae   | Piso 4 (Cámbrico)   | Australia             |                  | Desconocido                      |
| Ramskoeldia platyacantha                                     | Cong, Edgecombe, Daley, Guo, Pates, y Hou                       | 2018         | Amplectobeluidae   | Piso 3 (Cámbrico)   | China                 |                  | Incompleto                       |
| Ramskoeldia consimilis                                       | Cong, Edgecombe, Daley, Guo, Pates, y Hou                       | 2018         | Amplectobeluidae   | Piso 3 (Cámbrico)   | China                 |                  | Incompleto                       |
| Lyrarapax unguispinus                                        | Cong, Ma, Hou, Edgecombe, y Strausfield                         | 2014         | Amplectobeluidae   | Piso 3 (Cámbrico)   | China                 |                  |                                  |
| Lyrarapax trilobus                                           | Cong, Daley, Edgecombe, Hou, y Chen                             | 2016         | Amplectobeluidae   | Piso 3 (Cámbrico)   | China                 |                  |                                  |
| Amplectobelua symbrachiata                                   | Hou, Bergström, y Ahlberg                                       | 1995         | Amplectobeluidae   | Piso 3 (Cámbrico)   | China                 |                  |                                  |
| Amplectobelua stephenensis                                   | Daley y Budd                                                    | 2010         | Amplectobeluidae   | Wuliuense           | Estados Unidos        |                  | Desconocido                      |
| Tamisiocaris borealis                                        | Daley y Peel                                                    | 2010         | Tamisiocarididae   | Piso 3 (Cámbrico)   | Groenlandia           |                  | Incompleto                       |
| Ursulinacaris grallae                                        | Pates, Daley y Butterfield                                      | 2019         | Hurdiidae          | Wuliuense           | Canadá                |                  | Desconocido                      |
| Schinderhannes bartelsi                                      | Kühl, Briggs, y Rust                                            | 2009         | Hurdiidae          | Emsiense            | Alemania              | Incompleto       | Incompleto                       |
| Stanleycaris hirpex                                          | Pates, Daley, y Ortega-Hernández                                | 2018         | Hurdiidae          | Wuliuense           | Canadá                |                  | Desconocido                      |
| Peytoia nathorsti                                            | Walcott                                                         | 1911         | Hurdiidae          | Wuliuense–Drumiense | Canadá Estados Unidos |                  | Incompleto                       |
| Peytoia infercambriensis (antes Cassubia infercambriensis)   | Lendzion                                                        | 1975         | Hurdiidae          | Piso 3 (Cámbrico)   | Polonia               |                  | Desconocido                      |
| Aegirocassis benmoulai                                       | Van Roy, Daley, y Briggs                                        | 2015         | Hurdiidae          | Tremadociense       | Marruecos             |                  |                                  |
| Hurdia victoria                                              | Walcott                                                         | 1912         | Hurdiidae          | Wuliuense–Drumiense | Canadá                |                  |                                  |
| Hurdia triangulata                                           | Walcott                                                         | 1912         | Hurdiidae          | Wuliuense           | Canadá                |                  |                                  |
| Cambroraster falcatus                                        | Moysiuk y Caron                                                 | 2019         | Hurdiidae          | Wuliuense           | Canadá                |                  |                                  |
| Pahvantia hastata                                            | Robison y Richards                                              | 1981         | Hurdiidae          | Drumiense           | Estados Unidos        |                  |                                  |
| Cordaticaris striatus                                        | Sun, Zeng, y Zhao                                               | 2020         | Hurdiidae          | Drumiense           | China                 | Incompleto       |                                  |
| Zhenghecaris shankouensis                                    | Vanner, Chen, Huang, Charbonnier, y Wang                        | 2006         | Hurdiidae          | Piso 3 (Cámbrico)   | China                 | Desconocido      |                                  |
| Buccaspinea cooperi                                          | Pates, Lerosey-Aubril, Daley, Kier, Bonino y Ortega-Hernández   | 2021         | Hurdiidae          | Drumiense           | Estados Unidos        |                  | Desconocido                      |
| Titanokorys gainesi                                          | Caron y Moysiuk                                                 | 2021         | Hurdiidae          | Wuliuense           | Canadá                |                  |                                  |

## Historia
La historia de los radiodontos es compleja. Los especímenes incompletos pertenecientes a diferentes partes del cuerpo de la misma especie se han interpretado históricamente como pertenecientes a diferentes especies e incluso a diferentes filos. Antes de su reconocimiento como grupo, los especímenes de radiodontos se habían asignado a cinco filos diferentes: Porifera, Cnidaria, Echinodermata, Annelida y Arthropoda.
Los primeros ejemplares conocidos de radiodontos fueron recogidos en los yacimientos de trilobites del Monte Stephen por Richard G. McConnell, del Servicio Geológico de Canadá, en 1886 o 1888. Estos ejemplares fueron bautizados como Anomalocaris canadensis en 1892 por el paleontólogo de la SGC Joseph Whiteaves. Whiteaves interpretó los especímenes (que ahora se sabe que son apéndices frontales aislados) como el abdomen de un crustáceo filocárido. Otros especímenes de radiodontos fueron descritos en 1911 por Charles Walcott. Él interpretó un cono oral aislado, al que llamó Peytoia nathorsti, como una medusa, y un espécimen mal conservado, pero relativamente completo, al que llamó Laggania cambria, como un holoturio. En 1912 Walcott nombró a otros especímenes como Hurdia victoria y Hurdia triangulata basándose en elementos H aislados, que interpretó como caparazones de crustáceos. Los apéndices frontales aislados de Peytoia y Hurdia, conocidos colectivamente como "Apéndices F" en Briggs en 1979, fueron identificados como los de Sidneyia en esa época. Un elemento P de Hurdia fue denominado Proboscicaris en 1962, e interpretado como el caparazón de un artrópodo bivalvado.
El Servicio Geológico de Canadá inició una revisión de los fósiles del esquisto de Burgess en 1966, supervisada por el paleontólogo de la Universidad de Cambridge Harry B. Whittington. Esta revisión conduciría finalmente al descubrimiento del plano corporal completo del radiodonto. En 1978, Simon Conway Morris reconoció que las piezas bucales de Laggania eran similares a las de Peytoia, pero lo interpretó como una prueba de que se trataba de un fósil compuesto por una medusa Peytoia y una esponja. En 1979, Derek Briggs reconoció que los fósiles de Anomalocaris eran apéndices, no abdómenes, pero los interpretó como patas para caminar junto a los "apéndices F". No fue hasta 1985 que se reconoció la verdadera naturaleza de los fósiles de Anomalocaris, Laggania y Peytoia, y se asignaron todos a un único género: Anomalocaris. Posteriormente, se reconoció que Anomalocaris era una forma distinta de las otras dos, lo que dio lugar a una división en dos géneros, el último de los cuales se denominó diversamente Laggania y Peytoia hasta que se determinó que ambos representaban la misma especie y que Peytoia tenía prioridad. Posteriormente se reconoció que algunos de los fósiles asignados a estos taxones pertenecían a otra forma, que se reconoció que tenía un caparazón compuesto por elementos de Hurdia y Proboscicaris. Finalmente, en 2009, estos especímenes se volvieron a describir como Hurdia. Incluso después de estos reconocimientos, estudios posteriores también revelaron identificaciones parciales erróneas (por ejemplo, el cono oral y los apéndices frontales de Peytoia se habían asignado a Anomalocaris y Hurdia, respectivamente).
El propio taxón Radiodonta fue acuñado en 1996 por Desmond Collins, después de que se estableciera que Anomalocaris y sus congéneres representaban un linaje distintivo con afinidades de artrópodos, en lugar de un filo hasta ahora desconocido. Collins también estableció la clase Dinocarida para contener el orden Radiodonta, así como Opabiniidae, que reconoció como distinta debido a su falta de la estructura del cono oral distintiva de los radiodontos. A Radiodonta le fue dada por primera vez una definición filogenética en 2014. Radiodonta fue visto originalmente como poseedor de una sola familia, Anomalocarididae, pero se dividió en cuatro familias en 2014: Amplectobeluidae, Anomalocarididae, Cetiocaridae y Hurdiidae. El nombre Cetiocaridae no se ajustaba al Código Internacional de Nomenclatura Zoológica, por lo que pasó a llamarse Tamisiocarididae en 2019.
Hasta la década de 2010, los radiodontos solían considerarse uniformemente superdepredadores de gran tamaño, pero los descubrimientos de nuevas especies en el transcurso de esa década condujeron a un aumento considerable del conocimiento de la diversidad ecológica y morfológica del grupo.